# Linaria cretacea
Linaria cretacea är en grobladsväxtart som beskrevs av Fischer och Sprengel. Linaria cretacea ingår i släktet sporrar, och familjen grobladsväxter. Inga underarter finns listade i Catalogue of Life.